# Valoração (álgebra)
Valoração, em álgebra abstrata, é uma função que associa a cada elemento um valor ordenado.
Existem várias definições diferentes na literatura, que variam, inclusive, sobre o tipo de objeto que está sendo valorado, e sobre qual é o resultado da valoração.[carece de fontes?]
Um exemplo de valoração está associado ao grau de um polinômio. Seja K um corpo qualquer, e seja K(X) o corpo das funções racionais em K, ou seja, cada elemento de f de K(X) pode ser escrito (não de forma única) como:
{\displaystyle f={\frac {g}{h}}\,}
em que g e h são polinômios em k[X]. Então, a função definida  como 
{\displaystyle v({\frac {g}{h}})={\mbox{grau}}(h)-{\mbox{grau}}(g),\ {\mbox{para}}\ g\neq 0\,}
{\displaystyle v(0)=\infty \,}
satisfaz às seguintes propriedades:
O único elemento f cuja valoração é infinita é o zero
v(x y) = v(x) + v(y)
v(x + y) ≥ min(v(x), v(y))
Como outro exemplo, seja x um número racional não nulo, e defina-se v(x) como a maior potência de 2 (incluindo potências negativas) que podemos extrair, por divisão, de x, para que o resultado seja um número cujo denominador é ímpar. Por exemplo, v(14) = 1, v(3) = 0 e v(13/12) = -2. Observa-se, igualmente, que esta função satisfaz:
v(x y) = v(x) + v(y)
v(x + y) ≥ min(v(x), v(y))

## Definições
O que todos estes exemplos tem em comum é que temos, como conjunto sendo valorado, um conjunto em que existem operações de soma e produto e o elemento zero, e no conjunto destino uma operação binária e uma relação de ordem. Para que a definição faça sentido, é conveniente que o conjunto de partida tenha determinadas propriedades algébricas (como comutatividade da soma, e não haver divisores de zero), e que o conjunto de destino também tenha outras propriedades elementares (como associatividade da soma). Assim, é comum que a definição de uma valoração seja feita com domínio em conjuntos K que são corpos, ou quase isto (ou seja, um corpo não comutativo, que tem todas propriedades de um corpo exceto que a multiplicação não é comutativa, ou um domínio de integridade, em que a propriedade que falta é a existência do inverso multiplicativo). O contradomínio costuma ser um grupo ordenado, normalmente o conjunto dos números inteiros ou conjunto dos números reais, ao qual é adicionado o infinito.[carece de fontes?]
Mais especificamente, temos as seguintes definições:
Uma valoração é uma função
{\displaystyle v:K\to G\cup \{\infty \}\,}
satisfazendo as propriedades:
{\displaystyle v(x)=\infty \iff x=0\,}
{\displaystyle v(xy)=v(x)+v(y)\,}
{\displaystyle v(x+y)\geq \min(v(x),v(y))\,}
em que:
K é um corpo, um anel de divisão  ou um domínio de integridade
e
{\displaystyle G=\mathbb {Z} \,} ou {\displaystyle G=\mathbb {R} \,} ou G é um grupo ordenado qualquer.
No caso em que o contradomínio da valoração é o conjunto dos números inteiros (com a inclusão do infinito, para {\displaystyle v(0)=\infty \,}) a valoração é chamada de valoração discreta.
Uma definição que gera resultados semelhantes é considerar o contradomínio da valoração não como um grupo aditivo, mas como um grupo multiplicativo, ou, mais especificamente, como o conjunto dos números reais positivos. Então, em vez de incluir o infinito, inclui-se o zero, sendo necessário ajustar as propriedades de v(0) e v(x + y), a primeira para que v(0) = 0, e a segunda considerando uma inversão da ordem. Uma valoração genérica teria, em vez da terceira propriedade, a desigualdade triangular, ou seja, v(x + y) ≤ v(x) + v(y); para evitar ambiguidade, define-se uma valoração não arquimediana.[carece de fontes?] Mais especificamente:
Uma valoração não arquimediana é uma função
{\displaystyle v:K\to [0,\infty )\,}
satisfazendo:
{\displaystyle v(x)=0\iff v=0\,}
{\displaystyle v(xy)=v(x)v(y)\,}
{\displaystyle v(x+y)\leq \max(v(x),v(y))\,}
em que K é um corpo.